# Centro Cultural Universitario (UNAM)

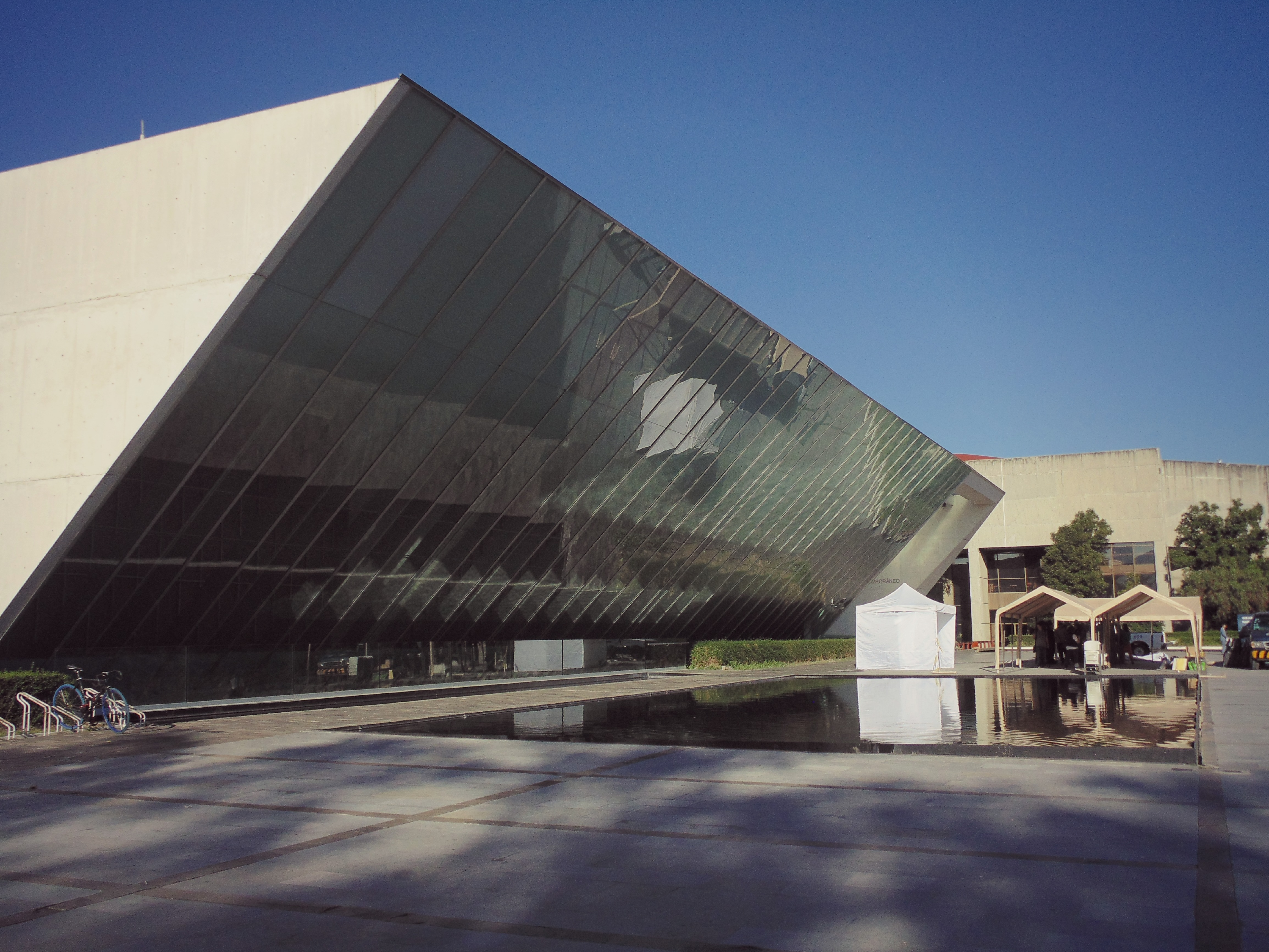
Centro cultural universitario de la UNAM.

El Centro Cultural Universitario de la Universidad Nacional Autónoma de México (UNAM) es un conjunto arquitectónico de recintos culturales, ubicado en el Pedregal de San Ángel, al sur de la Ciudad Universitaria de la UNAM.
El complejo -construido entre los años de 1976 y 1980- se compone de la Sala Nezahualcóyotl, el Teatro Juan Ruiz de Alarcón, el Foro Sor Juana Inés de la Cruz, el Centro Universitario de Teatro, el Museo Universitario Arte Contemporáneo, el Espacio Escultórico, la Sala Miguel Covarrubias, la pequeña sala de música de cámara Carlos Chávez, las salas de cine Julio Bracho, José Revueltas y Carlos Monsiváis así como el edificio que alberga la Biblioteca y Hemeroteca nacionales, el Instituto de Investigaciones Bibliográficas y Instituto de Investigaciones sobre la Universidad y la Educación.
También forman parte de ese conjunto de las oficinas de la Coordinación de Difusión Cultural de la UNAM y las del propio centro, al igual que una cafetería y la librería Julio Torri. Completa esta unidad el Espacio Escultórico que, aprovechando el entorno agreste de la roca volcánica, conjuga naturaleza y escultura para formar un conglomerado artístico de carácter vanguardista.

## Propósito del Centro Cultural Universitario (CCU)
El Centro Cultural Universitario es un espacio de interés artístico en sí mismo, por su belleza arquitectónica y por las obras escultóricas que la rodean. Se construyó con el propósito de ofrecer una gran diversidad de actividades culturales a la comunidad universitaria y a la sociedad en general. Se trata de una obra arquitectónica sin precedente alguno en el ámbito cultural universitario, en la que cada una de las manifestaciones artísticas cuentan con espacios idóneos para la realización de eventos sociales y empresariales: conciertos, presentaciones, grabación de discos, conferencias y mesas redondas.
El Centro Cultural Universitario concentra una de las más importantes áreas para la ejecución de las artes en México, y de las más reconocidas en América Latina; alberga además a la Hemeroteca y a la Biblioteca Nacional. El espacio ayuda al público en general a aprender sobre las diversas actividades culturales que aloja. 
La Sala Nezahualcóyotl cumplió 30 años de activa vida musical en 2006, de los cuales aún se lleva la cuenta. Desde su inauguración, el 30 de diciembre de 1976, han desfilado incontables orquestas, grupos y solistas por su magnífico escenario, planeado cuidadosamente por los arquitectos Orso Núñez Ruiz Velasco y Arcadio Artis, y en su acústica por Christopher Jaffe.
El Espacio Escultórico es una representación del cosmos con referencia a la cultura prehispánica. Incluye, entre otras obras, el Paseo de las Esculturas, compuesto por seis esculturas, tres de metal y tres de concreto, y dos serpientes de basalto que separan el Centro Cultural del Circuito de la Investigación en Humanidades. Éstas fueron realizadas por 7 artistas pertenecientes al movimiento del Geometrismo Estético, pensadas como "arte público" y "esculturas transitables".
En el Centro Cultural Universitario, además de la Sala Nezahualcóyotl, se pueden visitar la Sala Miguel Covarrubias y la Sala Carlos Chávez. En la primera se presentan espectáculos de danza y, ocasionalmente, producciones operísticas. A un costado de la Sala, se encuentra el Museo Universitario Arte Contemporáneo, más conocido como MUAC.

## Edificios que lo integran
- Sala Nezahualcóyotl
- Teatro Juan Ruiz de Alarcón
- Foro Sor Juana Inés de la Cruz
- Sala Carlos Chávez
- Sala Miguel Covarrubias
- Salón Covarrubias
- Sala Julio Bracho
- Sala José Revueltas
- Sala Carlos Monsiváis
- Salón de Danza
- Salón Juan Ruiz de Alarcón
- Librería Julio Torri
- Cafetería Azul y Oro
- MUAC Museo de Arte Contemporáneo
- Unidad Bibliográfica
- Centro de Estudios sobre la Universidad
- Paseo de las Esculturas
- Espacio Escultórico

### Paseo de las Esculturas

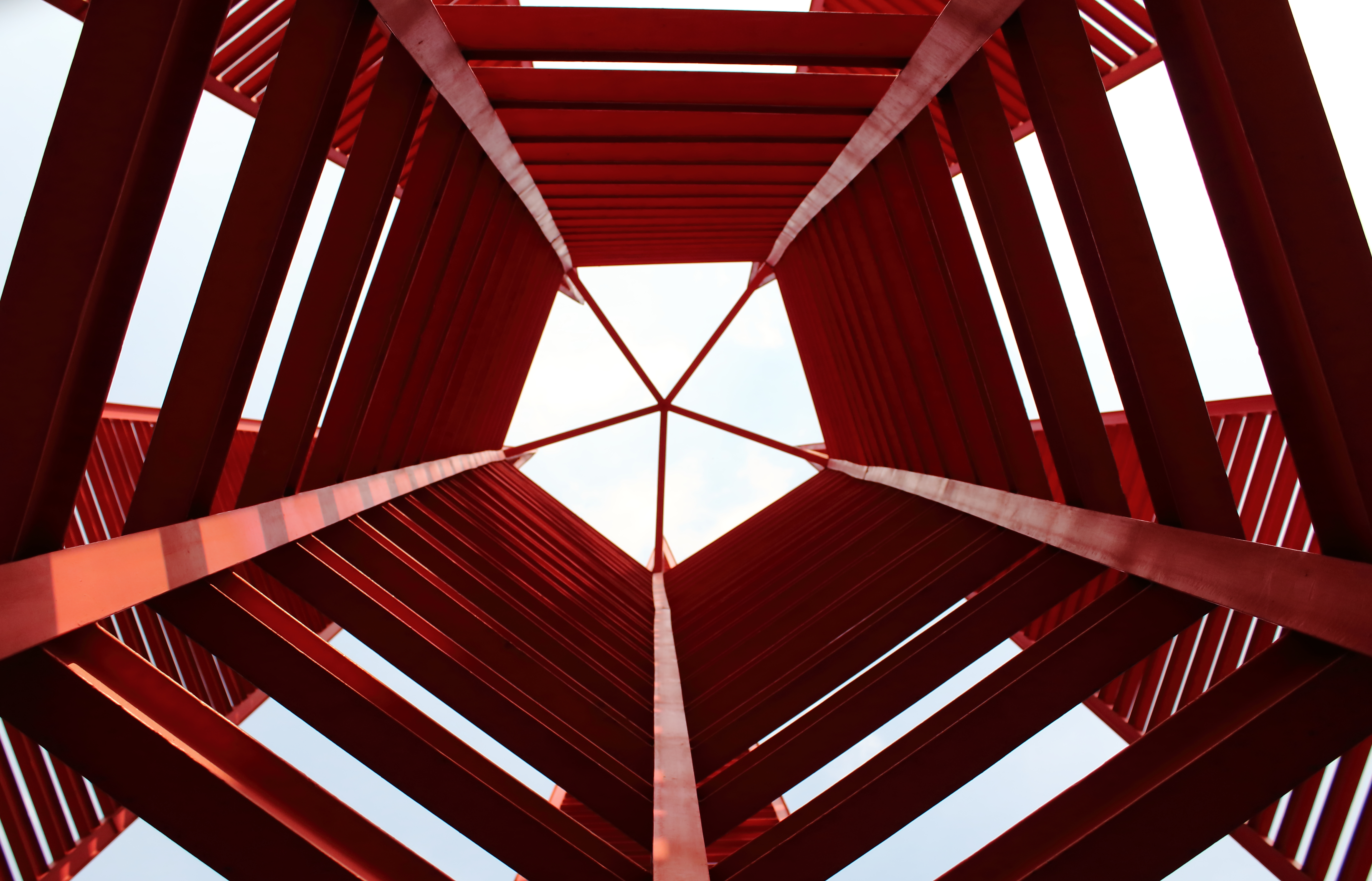
"Corona del Pedregal" de Mathias Goeritz vista desde abajo.

Corredor que conecta los recintos artísticos con la Unidad Bibliografíca, conformado por seis esculturas abstractas de grandes dimensiones realizadas en piedra, metal y concreto por los artistas: Helen Escobedo, Manuel Felguérez, Mathias Goeritz, Hersúa, Sebastián, Federico Silva.

### Espacio Escultórico

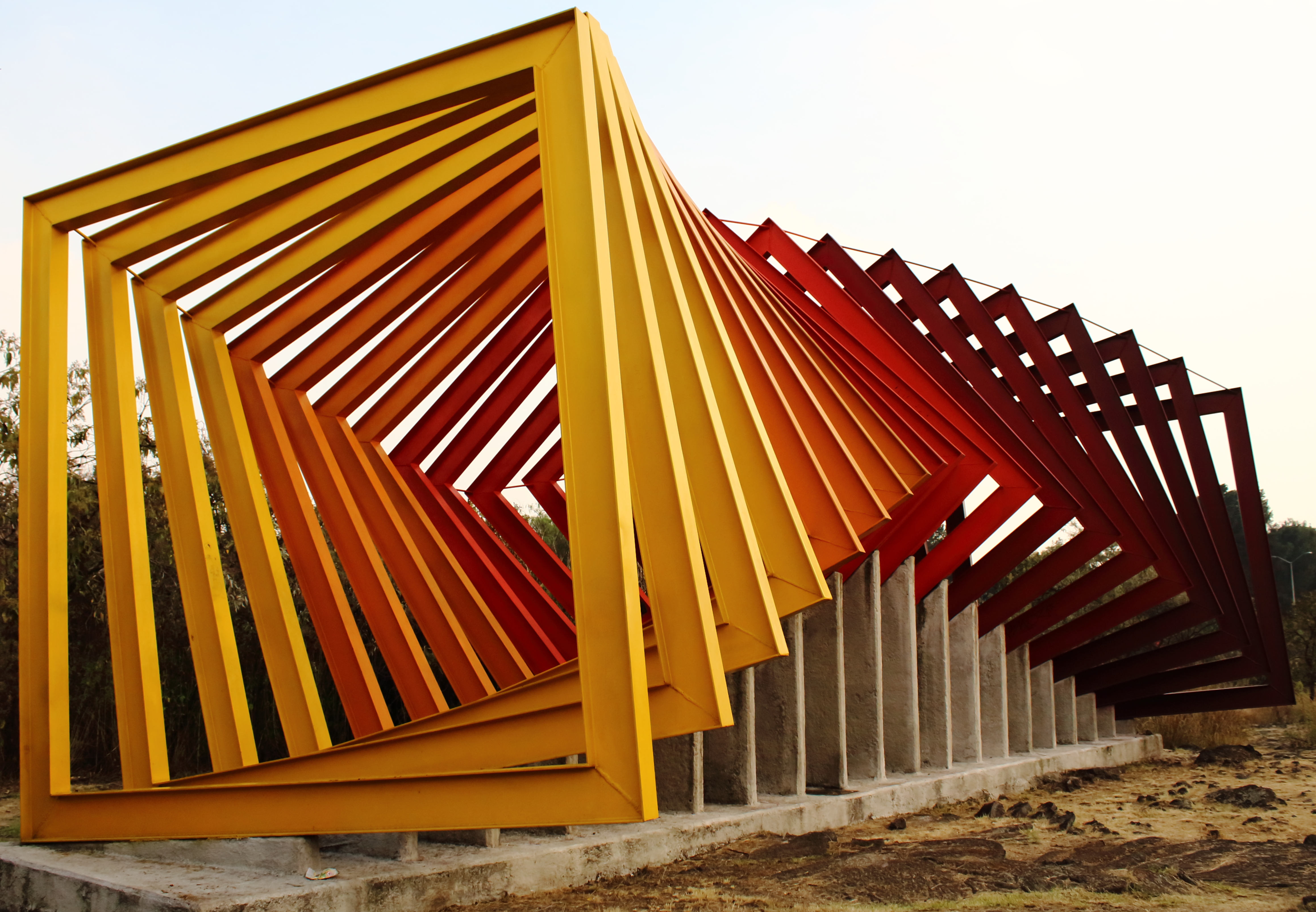
"Coatl" de Helen Escobedo.

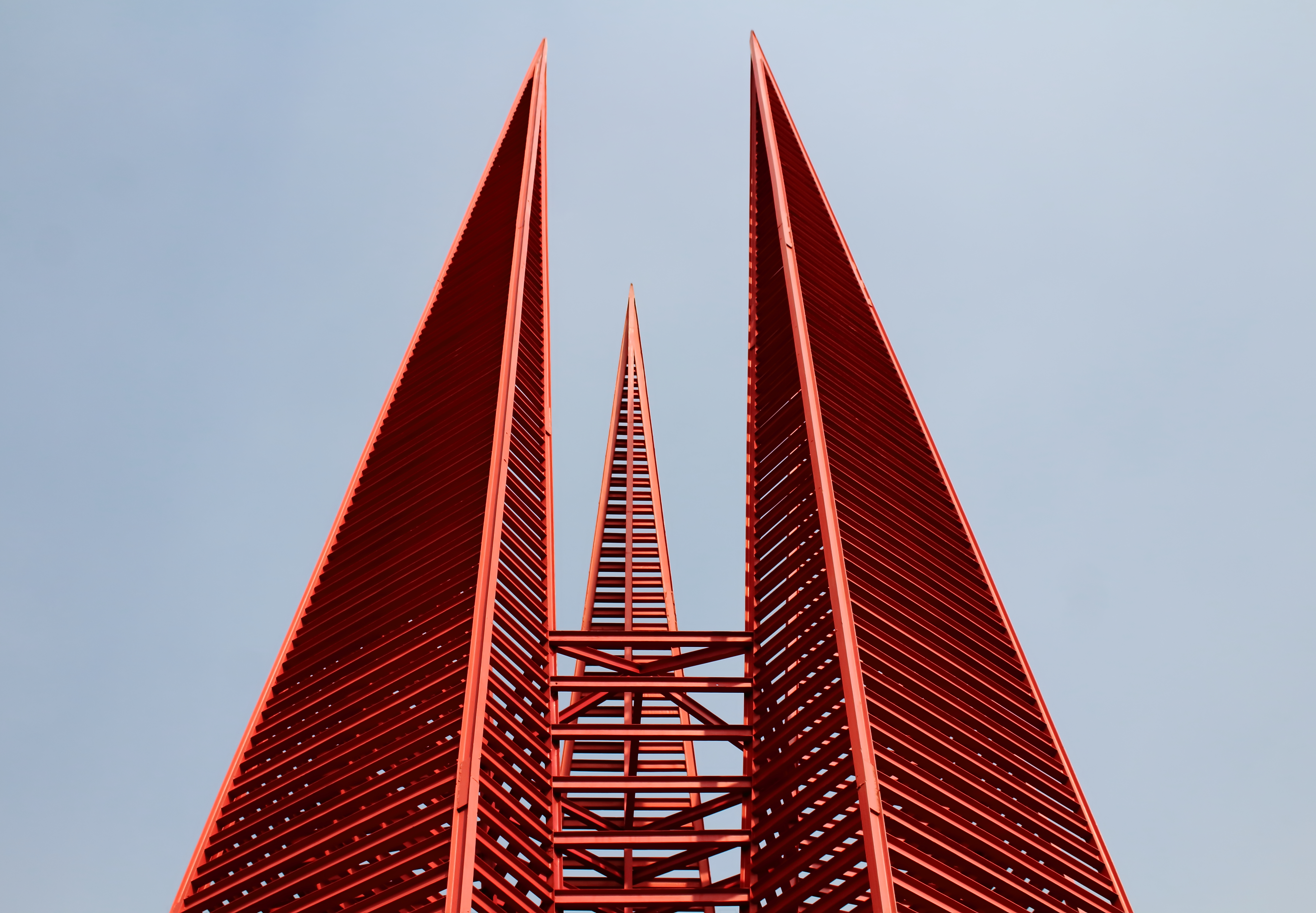
"Corona del Pedregal" de Mathias Goeritz

El espacio escultórico se ubica a un costado de la Biblioteca Nacional, cuyo proyecto nació de la propuesta que el escultor Federico Silva hizo en 1977 al entonces coordinador de humanidades, doctor Jorge Carpizo, de llevar a cabo una obra artística interdisciplinaria que imprimiera impulso a la escultura que se encontraba rezagada en el país. La idea original incluía la posibilidad de conjugar ecología y arte, por lo cual se seleccionó a siete artistas universitarios, investigadores del geometrismo estético, para que ejecutarán la obra. Los artistas responsables de la obra fueron Federico Silva, Manuel Felguérez, Helen Escobedo, Hersúa, Sebastián, Mathias Goeritz y Roberto Acuña, quien esculpió la maqueta que sirvió de base para su construcción a escala natural. El modelo rector del proyecto se sustenta en los siguientes esquemas: reproducir la imagen cósmica del mundo prehispánico representada por un círculo, cuyo perímetro se concentró como un círculo de 120 metros de diámetro, compuesto por 64 refuerzos gigantes. El área de la circunferencia quedó constituido por el inmóvil mar de lava en su estado natural y alrededor del círculo se determinó agregar un jardín formado por la flora del sitio. 

El centro del espacio escultórico fue inaugurado el 23 de abril de 1979 y a un costado se instaló una placa de metal con la siguiente reflexión de José Vasconcelos:
«Al crear el hombre el jardín, de
hecho separa lo bello de lo útil, en
el tránsito del grano a la rosa hay
el mismo salto que de la marcha a
la danza y de la representación
imaginada al dibujo que la plasma»

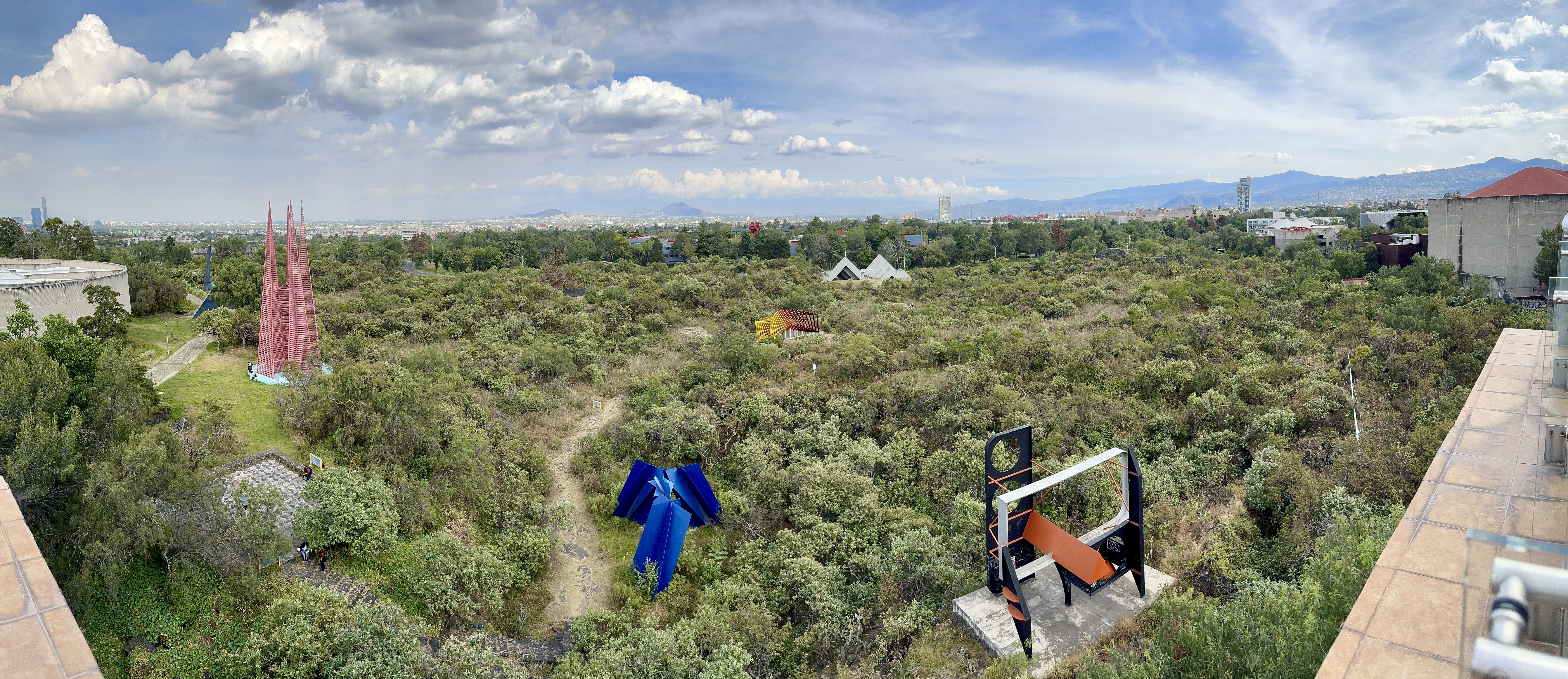
Paseo de las esculturas, Espacio escultórico, UNAM

Apuntando hacia el sur del espacio y cruzando el circuito Maestro Mario de la Cueva, se encuentran dispersas geométricamente varias esculturas creadas por los artistas universitarios responsables del proyecto. Entre las obras escultóricas que embellecen esta zona se encuentran las siguientes: Las serpientes del Pedregal y Ocho conejo, de Federico Silva; Ave dos, de Hersúa; Coatl, de Helen Escobedo; Colotl, de Sebastián; Corona del Pedregal, de Mathias Goeritz y Variante de la llave de Kepler, de Manuel Felguérez. 
El núcleo principal del Centro Cultural Universitario, tiene como centro la plaza principal, a cuyo alrededor se encuentran los principales recintos que componen el complejo arquitectónico. El acceso principal a la plaza está señalado por una escultura de Rufino Tamayo, la cual simboliza el aporte cultural de la Universidad, descrito en la inscripción que el propio artista puso en la escultura: La Universidad, germen de humanismo y sabiduría.

### Sala Nezahualcóyotl

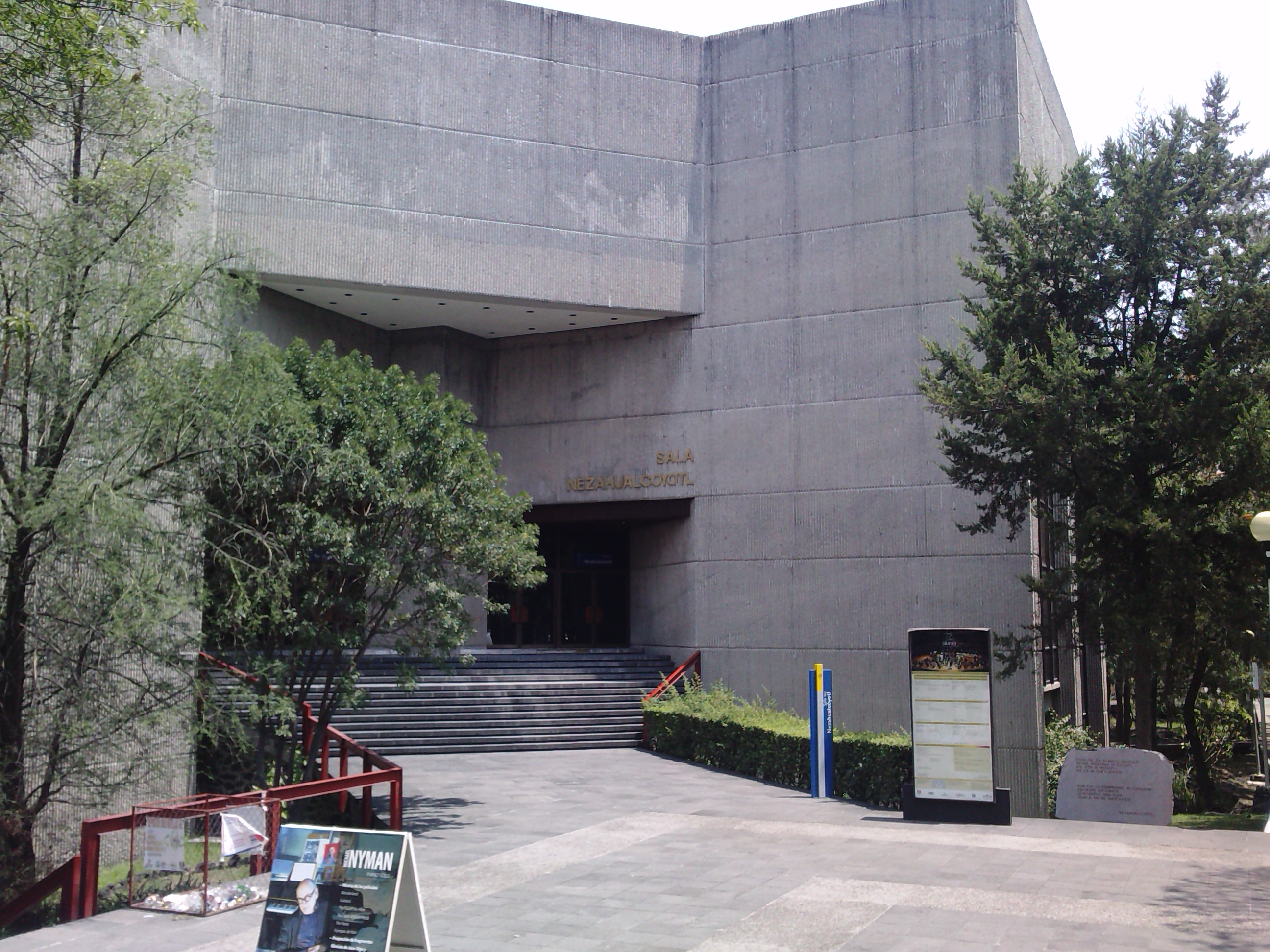
Sala Nezahualcóyotl

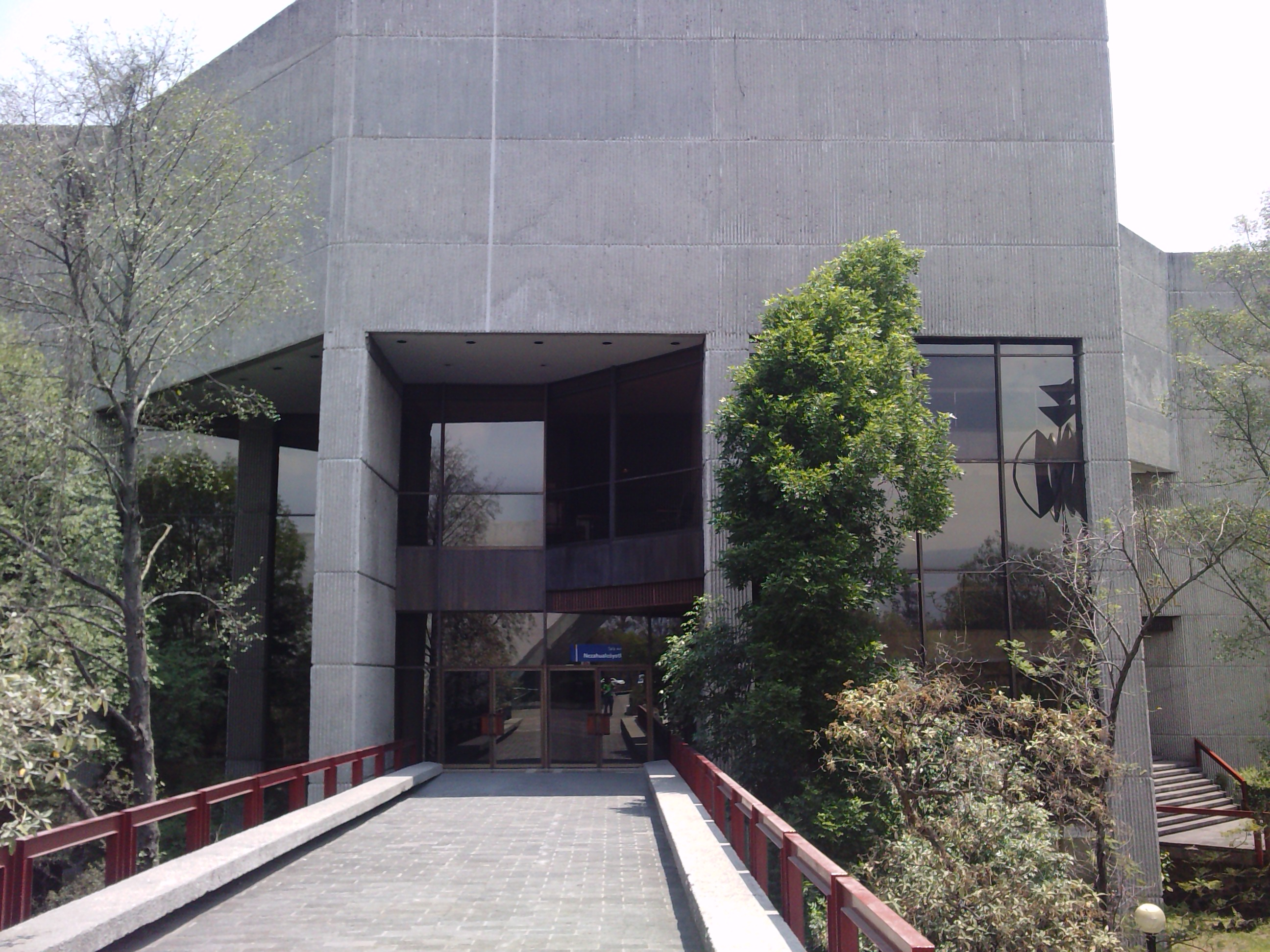
Sala Nezahualcóyotl

La sala de conciertos, hecha por los arquitectos Orso Núñez Ruiz Velasco y Arcadio Artis consiste en un edificio de concreto formado por cinco plantas sobrepuestas en forma de herradura. Su morfología es simétrica, similar a un pentágono. Su cubierta exterior está hecha de concreto y en la parte superior se encuentra la bóveda central. En el sótano está la cámara acústica consistente en el espacio debajo del escenario y el cual sirve como caja de resonancia, además de la sala de máquinas, el almacén de instrumentos y una sala auxiliar de ensayos. 
En el sótano están los camerinos, la sala de prensa, las taquillas y los sanitarios para el público, así como las oficinas administrativas. La planta de acceso es un área de 300 metros cuadrados con tres entradas: una central y dos laterales. La entrada central comunica directamente a la plaza y las entradas laterales con las áreas del estacionamiento, y en ambos lados del vestíbulo se encuentran los guardarropas.
Con respecto a su diseño acústico, la sala Nezahualcóyotl se ajusta al modelo europeo no tradicional, más bien siguiendo los ejemplos de salas prestigiadas como las del Concertgebouw en Ámsterdam, Usher en Edimburgo y Andrew en Glasgow. El carácter moderno de la sala consiste en la disposición del escenario, rodeada de asientos. Esta composición, combinada con el empleo de maderas preciosas y una distribución adecuada de espacio, han permitido que la sala cuente con excelentes condiciones para una percepción nítida de la música. Es considerada en la actualidad como una de las salas más importantes de América Latina.

#### Orquesta Filarmónica de la UNAM (OFUNAM)
La sala de conciertos Nezahualcóyotl es la sede definitiva de la Orquesta Filarmónica de la UNAM (OFUNAM), el más antiguo y prestigiado conjunto de México. Desde su inauguración el 30 de diciembre de 1976, la sala de conciertos abrió una nueva perspectiva para la Orquesta Filarmónica, la cual encontró el lugar adecuado para que sus 91 músicos pudieran manifestar sus aptitudes. 
La Orquesta consta de un director administrativo, un director artístico, 15 violines primeros, 14 violines segundos, 10 violas, 11 violonchelos, ocho contrabajos, un flautín, tres flautas, dos oboes, un corno inglés, dos clarinetes, un clarinete bajo, un requinto, dos fagotes, un contrafagot, cinco cornos, cuatro trompetas, tres trombones, un bajo tuba, timbales, tres percusiones, un arpa, un piano y celesta.
La OFUNAM ha recibido a numerosos directores invitados y ha acompañado a solistas de nivel internacional. Son célebres sus ciclos especiales conmemorativos y su temporada regular del mes de septiembre al mes de julio del año siguiente. Su promedio de presentaciones es de 70 al año.
Sobresalen también las giras y conciertos de la OFUNAM en otros recintos universitarios y en el interior de la República, así como del área Metropolitana de la Ciudad de México.

### Teatro Juan Ruiz de Alarcón

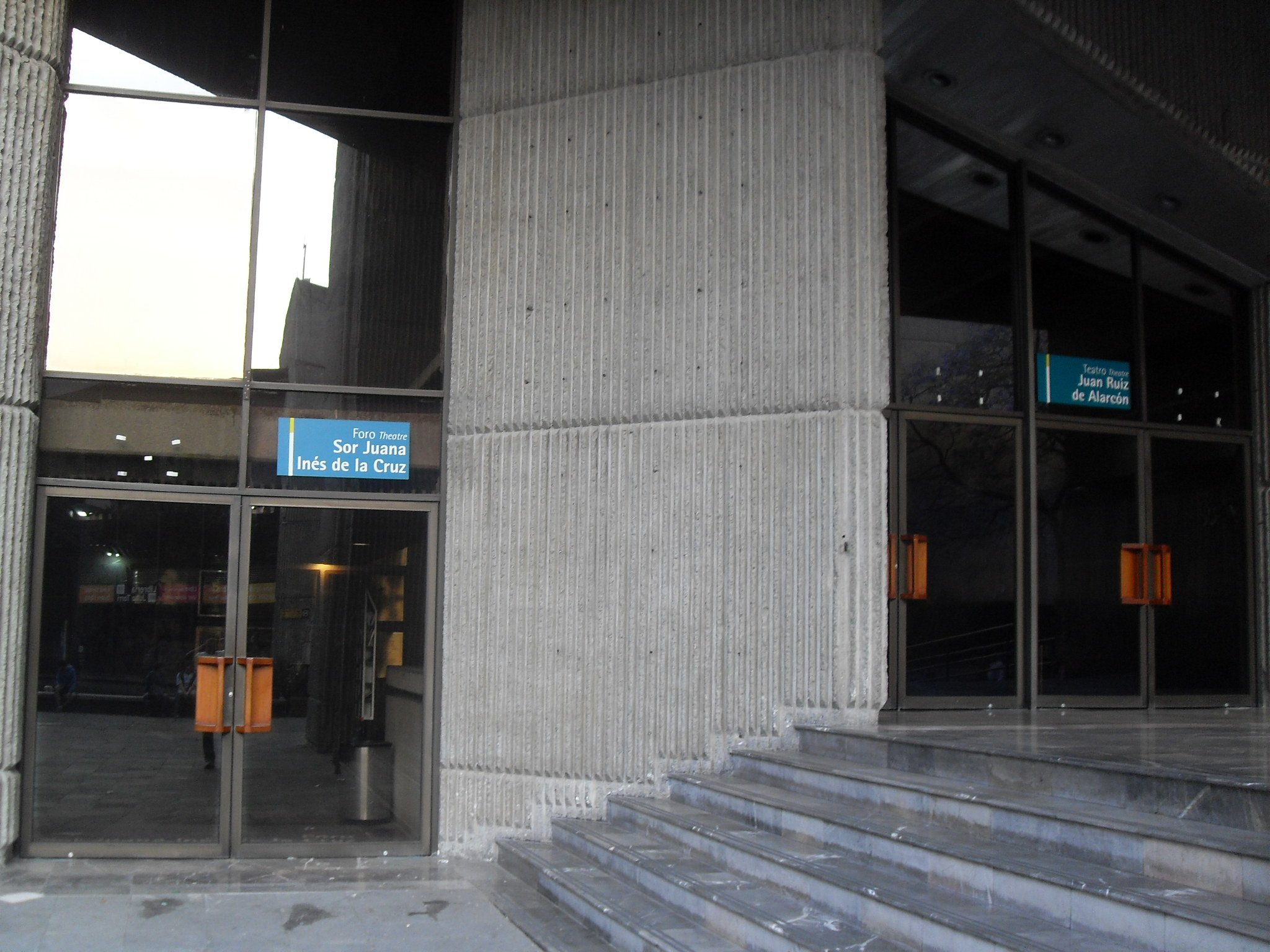
Teatro Juan Ruiz de Alarcón

También diseñado por el arquitecto Orso Núñez Ruiz Velasco, está destinado para la representación histriónica de alta calidad, el teatro Juan Ruiz de Alarcón está dotado de las características propias de un teatro profesional. Su capacidad es para 430 espectadores cómodamente instalados en sus butacas y cuenta con un escenario italiano separado por un proscenio de ocho metros de altura; su cuerpo de butacas abre en forma de abanico entre dos muros de concreto.
El escenario del teatro cuenta con un piso totalmente desmontable y un telar de 23 metros de altura, equipado con 40 tiros contrapesados y áreas de desenvoltura posteriores y laterales, lo cual permite cambios de escenografía por medio de carritos franceses. Otra característica del escenario es que las primeras filas de las butacas pueden quitarse para que el proscenio se haga más grande.
El sistema de sonido del teatro consta de una consola de control de audio profesional de 10 canales de entrada para micrófonos y cuatro canales de salida, dos de los cuales se utilizan para proporcionar el público el sonido y los otros dos para producir efectos especiales. También cuenta con un sistema de amplificación acústica con bocinas y trompetas de alta eficiencia, así como un equipo de sonido para efectos especiales.

### Foro Sor Juana Inés de la Cruz

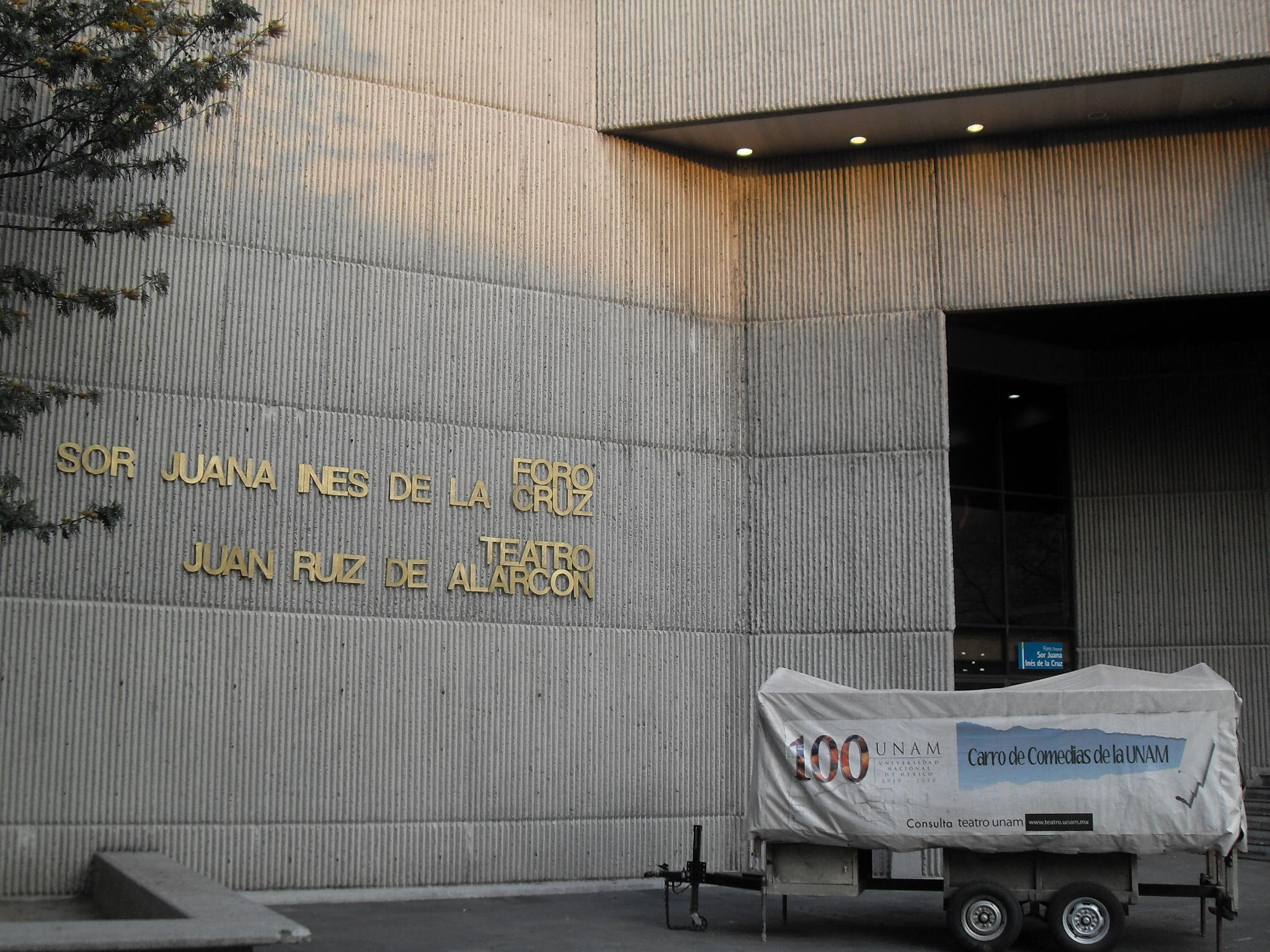
Foro Sor Juana Inés de la Cruz.

El foro Sor Juana Inés de la Cruz, otra obra del Arquitecto Orso Núñez Ruiz Velasco es un recinto proyectado particularmente para la expresión teatral de carácter experimental y con capacidad para 250 espectadores. El foro es un prisma vertical con cuatro pisos, concebido para ser adaptado a diferentes formas de relación espacial entre espectáculo y público, razón por la cual no se encuentran bien delimitadas las áreas dedicadas a la actuación y espectadores con el fin de que el director de la obra pueda adecuarlo como mejor le convenga. De este modo, aprovechando las características del foro, el recinto puede amoldarse de acuerdo con las necesidades de la obra y funcionar como cualquier tipo de teatro.
Para garantizar la eficacia de esta versatilidad escénica, el foro Sor Juana Inés de la Cruz está dotado con un sistema de iluminación similar al de una sala cinematográfica.
El Teatro Juan Ruiz de Alarcón y el foro Sor Juana Inés de la Cruz presentan espectáculos y representaciones artísticas de la más alta calidad y de todos los géneros de la dramaturgia universal de todos los tiempos.

### Sala Miguel Covarrubias

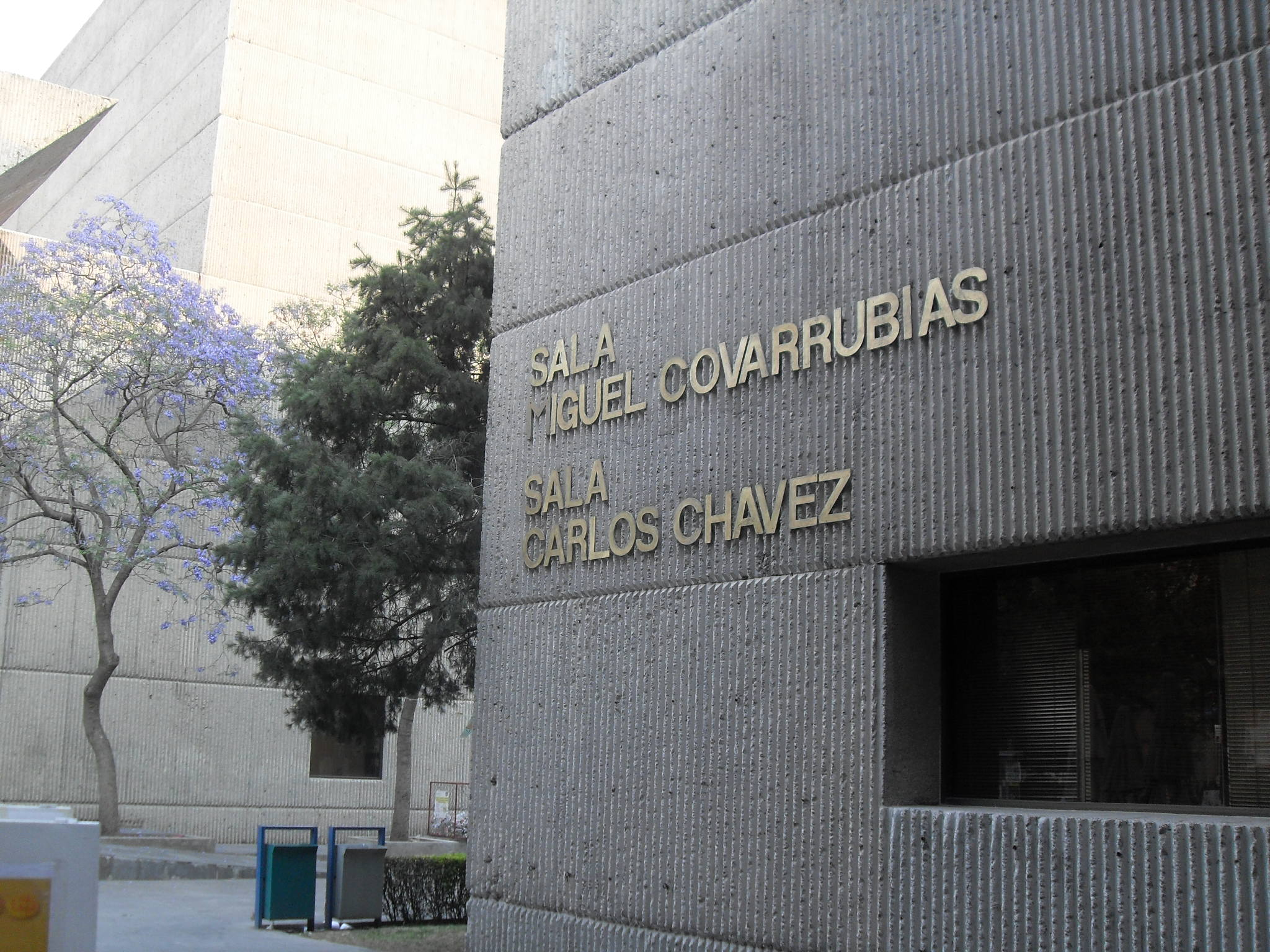
Sala Miguel Covarrubias

Esta sala está destinada a la presentación de las diversas manifestaciones artísticas de la danza, aunque por sus características técnicas puede considerarse como un teatro que admite representaciones de diversos géneros artísticos, tales como ópera, drama, teatro musical y audiciones de música.
La sala Miguel Covarrubias del Arquitecto Orso Núñez Ruiz Velasco tiene un modelo arquitectónico de teatro a la italiana, cuya estancia semeja una herradura con pasillos laterales que facilitan la libre circulación de los espectadores por su interior y hacia el vestíbulo.
La sala consta de dos pisos, tiene una capacidad total de 724 espectadores y su escenario ocupa una superficie de 867 metros cuadrados, muy adaptable debido a que puede ampliarse por su parte central. Cuenta, asimismo, con un foso para ubicar a la orquesta cuando se trata de representaciones de danza, música, teatro y ópera. Cuando el escenario se extiende, cubre el foso y ofrece una mayor superficie para los ejercicios artísticos.

### Sala Carlos Chávez

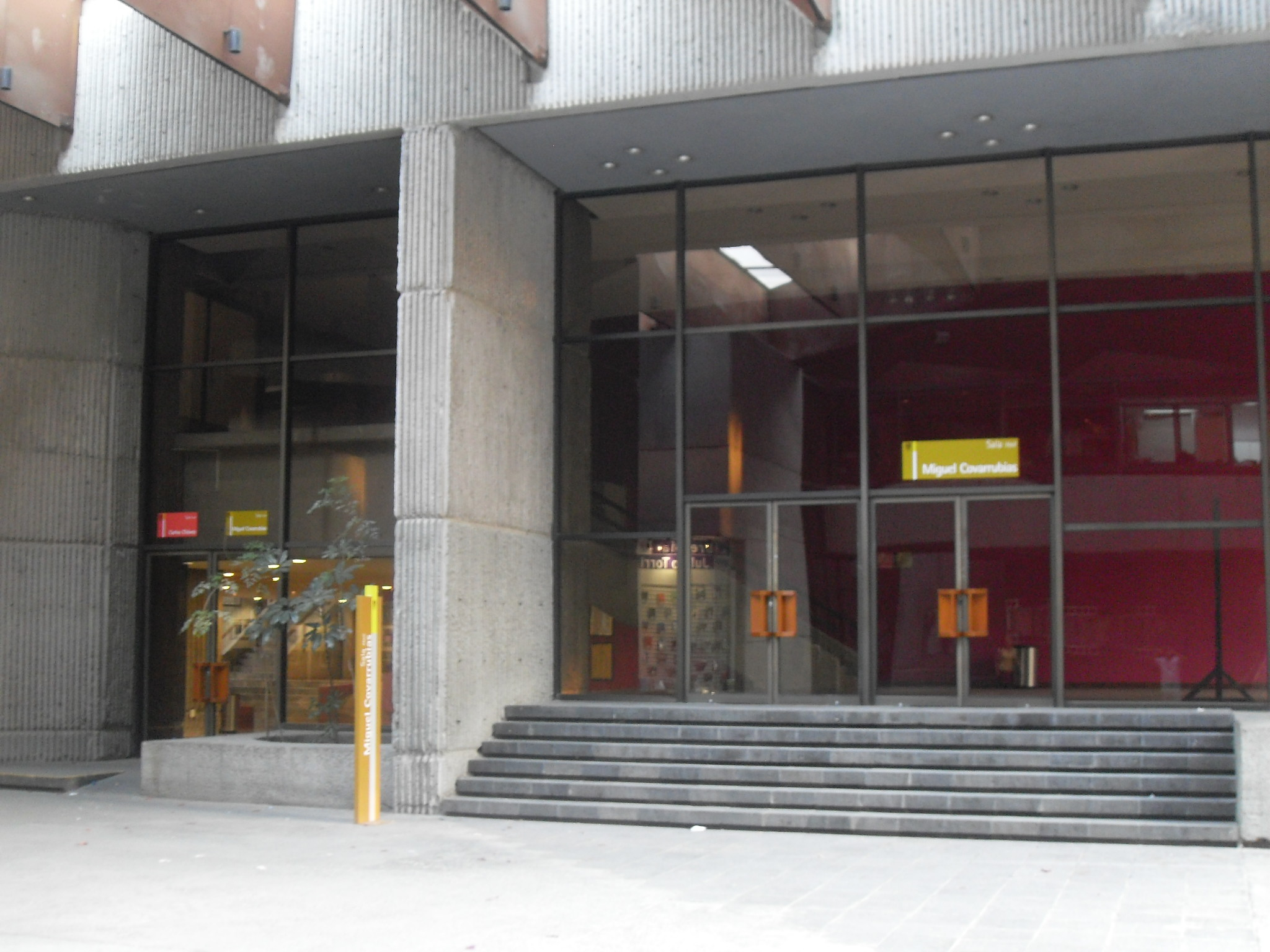
Sala Carlos Chávez

Adyacente a la sala Miguel Covarrubias se encuentra la sala Carlos Chávez, del mismo arquitecto, ambas comunicadas por un entrepiso común. La sala Carlos Chávez es un recinto pequeño dotado con todos los requerimientos acústicos para audiciones de música de cámara. Su capacidad es de 163 espectadores, distribuidos en dos secciones divididas por un pasillo, cada una de las cuales tiene 80 butacas dispuestas en hileras escalonadas. Las condiciones de la sala, a pesar de su reducido tamaño, son idóneas para disfrutar de los conciertos de una orquesta de cámara, en virtud de que su acústica es de la mejor calidad, lo cual ha hecho de ella una de las mejores en el país en su especie, hecho que ha quedado demostrado por la calidad de sus audiciones y por haber sido (en los años 1983, 1984, 1986, 1987 y 1988) el recinto que ha iniciado las actividades artísticas del Festival Internacional Cervantino en la Ciudad de México.
Al igual que el resto del CCU, la sala Carlos Chávez está construida de acuerdo con el modelo arquitectónico que ha regido el resto del complejo.

### Cine José Revueltas y Julio Bracho
Un vestíbulo central techado comunica a las salas Miguel Covarrubias y Carlos Chávez con los cines José Revueltas y Julio Bracho. Las salas cinematográficas son dos locales contiguos edificados con el propósito de exhibir los productos más selectos del séptimo arte, aunque no se restringe solo a la proyección de películas artísticas, sino también a cintas representativas de la cinematografía nacional e internacional, así como las que produce el cine experimental. 
Años después, se renovaron los cines abriendo uno nuevo hecho por el mismo arquitecto de los primeros, Orso Núñez Ruiz Velasco, Carlos Monsiváis
Las salas Julio Bracho, José Revueltas y Carlos Monsiváis tienen capacidad para 161, 60 y 54 espectadores, respectivamente, y están dotadas de proyectores modernos para cintas de 35 y 16 mm, sonido estereofónico y control unificado mediante una sola cabina. 
Las salas representaron la vanguardia en la exhibición de cine de calidad desde su inauguración a inicios de los años ochenta y desde entonces intensifican su labor en pro de la difusión cinematográfica; siendo sedes de la Muestra Internacional de Cine.

### Centro Universitario de Teatro
Desde su fundación, el 18 de junio de 1962, diseñada por Orso Núñez Ruiz Velasco el Centro Universitario de Teatro (CUT) ha sido dirigido por las figuras más destacadas del teatro mexicano: Héctor Azar, Héctor Mendoza (Premio Nacional de Ciencias y Artes), Luis de Tavira (Premio Nacional de Ciencias y Artes), Ludwik Margules (Premio Nacional de Ciencias y Artes), José Caballero, Raúl Quintanilla, Raúl Zermeño , José Ramón Enríquez Antonio Crestani y Mario Espinosa.
El CUT, por su trayectoria y su ubicación en el contexto de la enseñanza del teatro mexicano, ha logrado un destacar en la formación de actores, dramaturgos, escenógrafos y directores de escena.
Su condición de Centro de Extensión Universitaria le da la capacidad de revisar permanentemente su mapa académico curricular, lo que permite establecer líneas de congruencia con la realidad teatral de nuestro país y, así, estar en posibilidad de responder a las necesidades y exigencias del teatro mexicano en constante construcción, transformación y renovación de su propio lenguaje e identidad.
Su infraestructura, entre la que destacan dos teatros equipados con tecnología de nueva generación destinados al uso exclusivo de sus alumnos, sus planes y programas de estudios, su planta docente, así como la posibilidad de ofrecer atención personalizada a sus alumnos, permiten que en el CUT existan las condiciones para la formación de actores profesionales de amplio sentido ético, visión escénica, la dramaturgia, la escenografía, la producción, la investigación teatral y la docencia.

### Museo Universitario Arte Contemporáneo (MUAC)

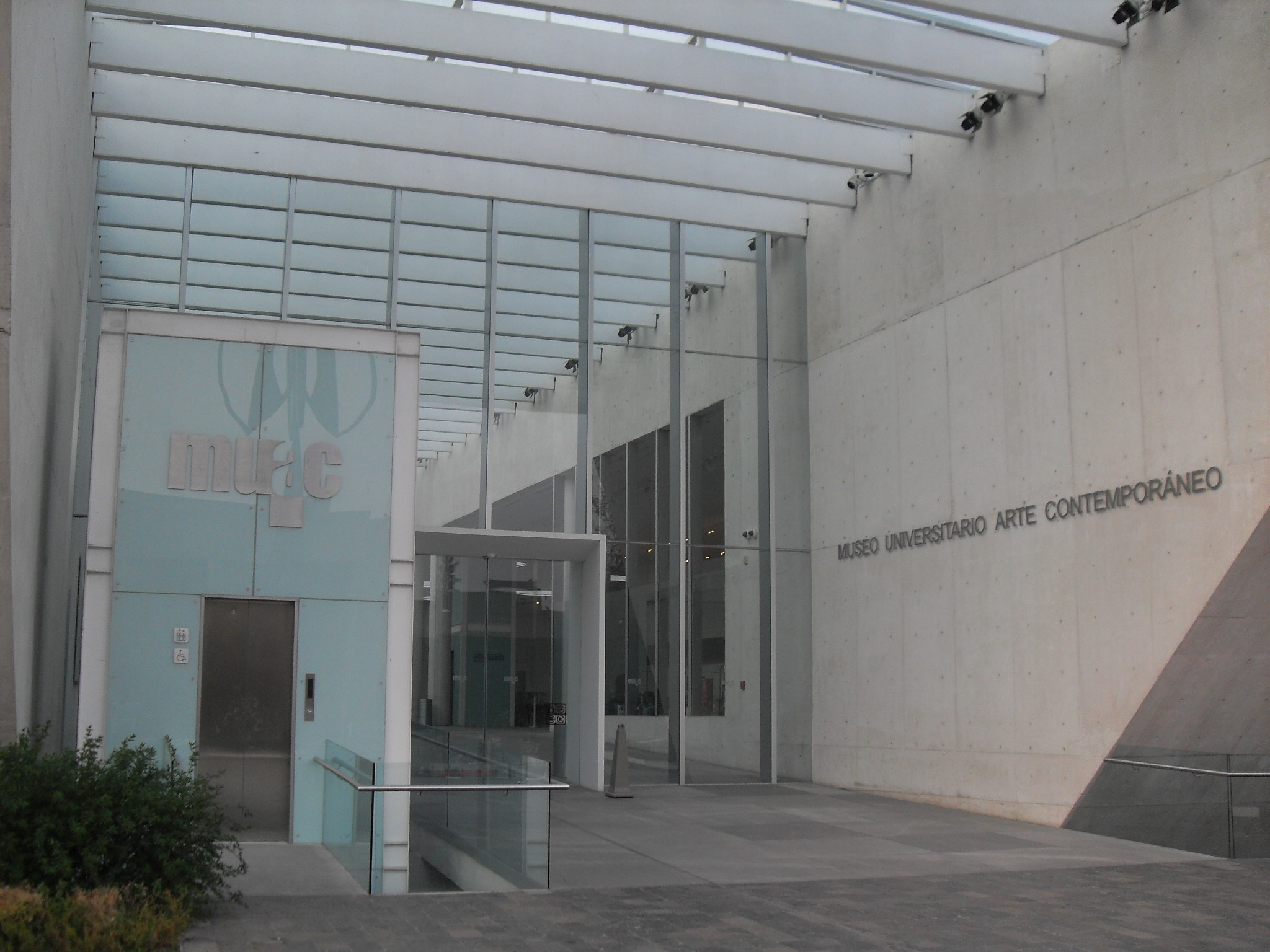
MUAC

Está concebido bajo la expectativa de dar a luz una institución de vanguardía museística que propicie la aproximación a obras y lenguajes de la cultura visual actual, desde diversas perspectivas, al tiempo de conformar, de manera sistemática, una colección de arte contemporáneo de la UNAM, consta de obras de arte que fueron creadas desde 1952 en adelante y que han trascendido y representan en arte contemporáneo.
Es un espacio que complementa la oferta cultural que desde 1976 provee el Centro Cultural Universitario a la sociedad Mexicana. El proyecto arquitectónico estuvo a cargo del arquitecto mexicano Teodoro González de León, se empezó en el 2006 y concluyó en el 2008. El terreno donde se construyó el museo era un estacionamiento y suma el edificio un total de 13,947 metros cuadrados de construcción en dos niveles.
Con exposiciones de artes visuales de actualidad posibilitará crear una ámbito de convergencia multidisciplinaria.
El museo es una muestra de arquitectura contemporánea innovadora, y sus audaces volúmenes y formas albergarán salas de exhibición de diversas dimensiones, con posibilidad de montaje multimedia y con sistema de oscurecimiento, cuenta también con áreas auditivas, sala de usos múltiples, talleres, amplias bodegas, cafetería, servicios al público y estacionamiento subterráneo.

## Otros espacios
En 1984, una cafetería y la librería Julio Torri se agregaron al conjunto que forma el vestíbulo central. Ambas instalaciones comparten un pequeño inmueble de dos plantas, situado en el lado oriente del centro cultural. El conjunto se comunica a la plaza principal por medio de una escalera y cuenta con una escalera con capacidad para 445 automóviles.

### Librería Julio Torri

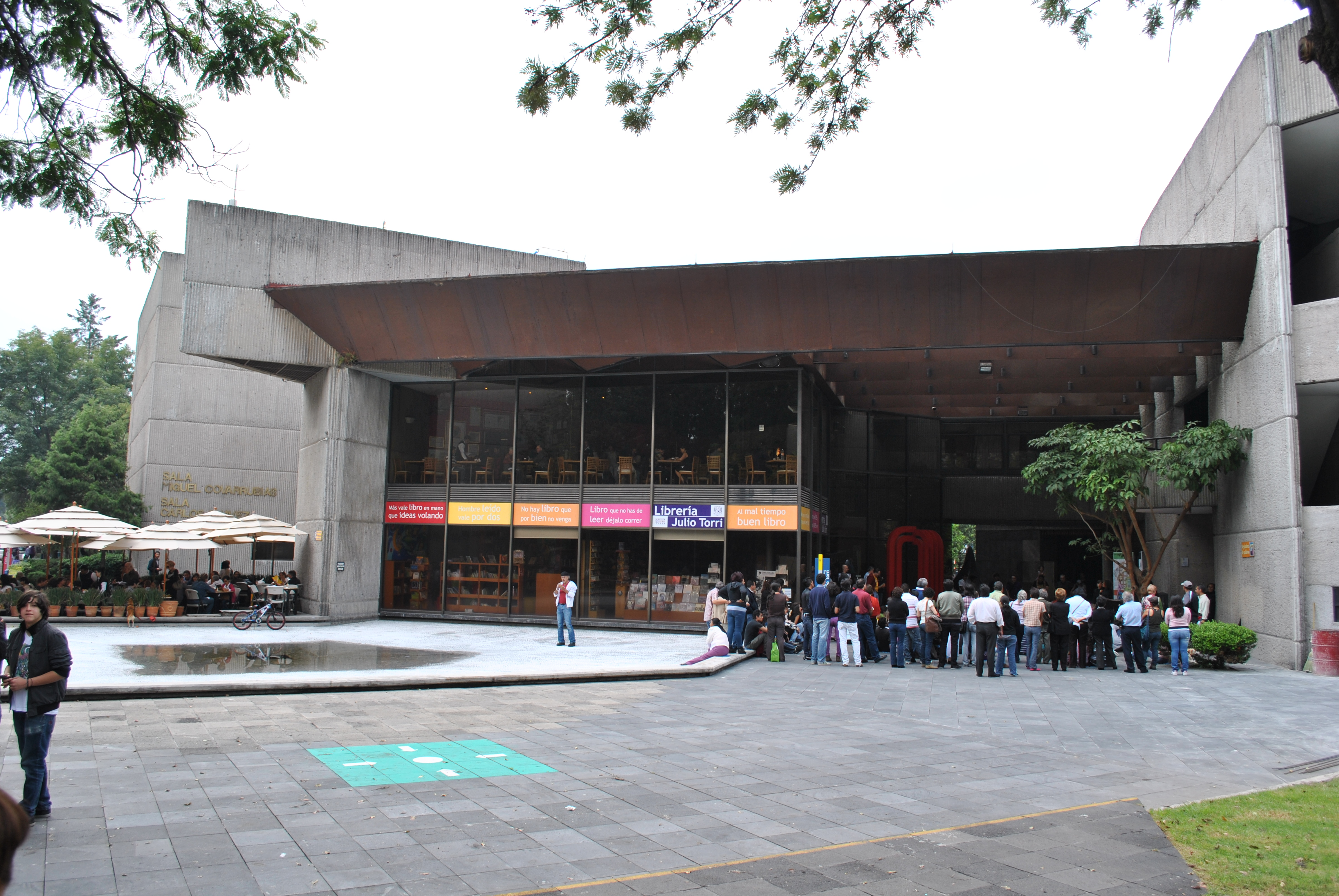
Acceso a la librería Julio Torri de la UNAM, en 2009.

Ubicada en la plaza principal del conjunto arquitectónico, también obra del arquitecto Orso Núñez Ruiz Velasco, con una superficie de 200 metros, que incluyen una sala de lectura y un espacio para presentaciones de libros, la librería exhibe en sus estantes más de cuatro mil títulos de diversas casas editoriales nacionales y extranjeras. En la Parte superior se encuentra la Cafetería Azul y Oro.

### Serpientes del Pedregal

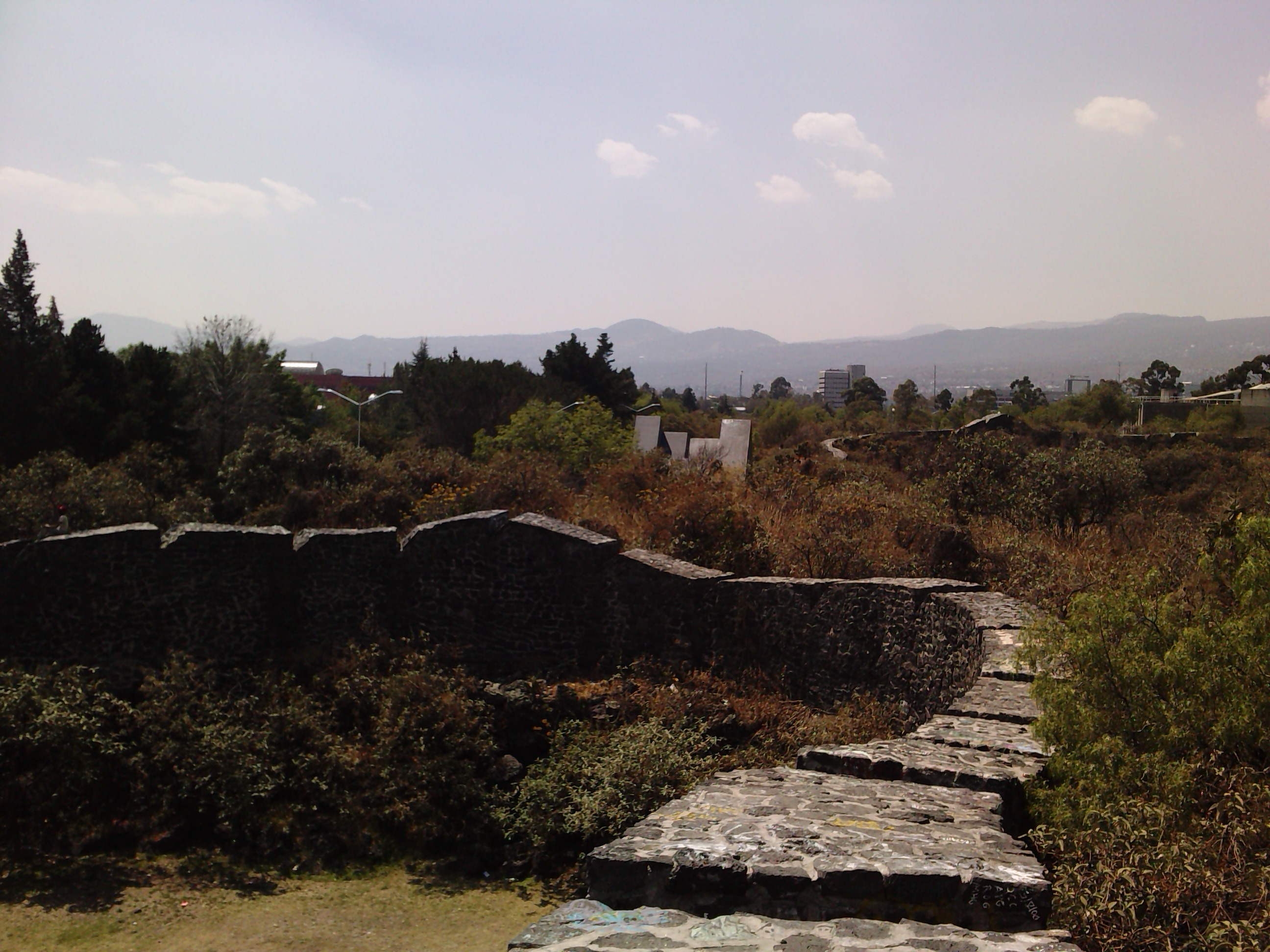
Serpientes del Pedregal.

Complejo escultórico que se ubica al oriente del Centro Cultural Universitario, realizado por Federico Silva acorde a la topografía volcánica de Ciudad Universitaria; cuenta con andadores y una plaza principal

### El Carro de Comedias
El Carro de Comedias es un proyecto de la Dirección de Teatro de la UNAM que, a partir de versiones contemporáneas de textos clásicos, recorre escuelas, plazas, festivales, calles y lugares recónditos del país, llevando el teatro universitario a diversos públicos.